# Sala del riscatto

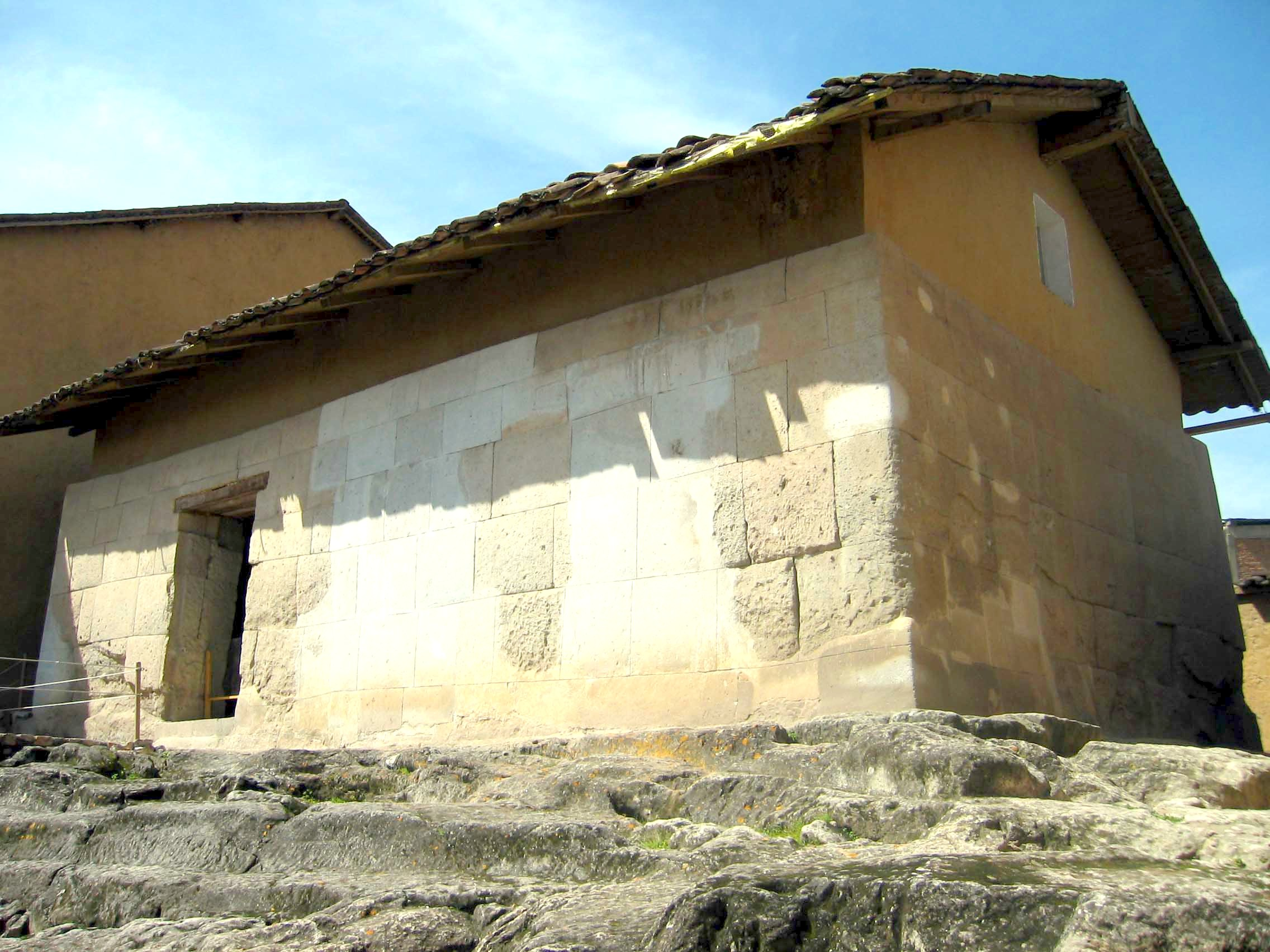
La cosiddetta Sala del riscatto, situata a Cajamarca, in Perù

La Sala del riscatto (El Cuarto del Rescate) è una piccola sala situata a Cajamarca, in Perù. È considerata da molti storici peruviani il luogo in cui terminò l'impero inca con la cattura e la successiva esecuzione dell'imperatore inca Atahualpa.

## Storia
Quando Francisco Pizarro giunse a Cajamarca il 15 novembre 1532 mandò un messaggero da Atahualpa, proponendogli un incontro al di fuori della piazza principale. Poco dopo Atahualpa accettò scegliendo di presentarsi, ma senza raggiungere il luogo scelto da Pizarro, accompagnato dai suoi nobili. A questo punto Pizarro scelse di mandare un frate, Vicente de Valverde, con un interprete (Felipillo) per parlare con Atahualpa. Fra' Valverde si presentò ad Atahualpa come uomo di Dio, e gli spiegò grazie all'interprete i misteri della religione cattolica, e che, a causa del suo paganesimo, il Papa aveva concesso il suo regno agli spagnoli. Atahualpa disse di non capire il discorso, e di non voler consegnare il proprio regno, dicendo che non sarebbe stato "suddito di nessuno". Dopo averlo ascoltato, si dice che il frate gli abbia consegnato una Bibbia che, dopo aver girato poche pagine, l'imperatore gettò a terra non conoscendo il Cristianesimo e non dimostrando interesse. Atahualpa gli chiese invece un dettagliato resoconto del perché gli spagnoli si trovassero nel suo territorio.
Il frate si limitò a raccogliere la Bibbia e ad andare da Pizarro per parlargli dell'incidente, definendo Atahualpa un "cane" pieno di superbia e di essere l'Anticristo. Disse anche a Pizarro di sospettare che i campi attorno alla piazza in cui si erano nascosti gli spagnoli sarebbero stati ben presto invasi dai nativi americani che li cercavano. A questo punto Pizarro pensò che fosse giunto il momento di prendere il punto principale con la forza e, con gli spagnoli nascosti nei pressi, si presentò a cavallo completamente armato, facendo fuggire buona parte dell'esercito di Atahualpa che sentiva artiglieria e moschetti.

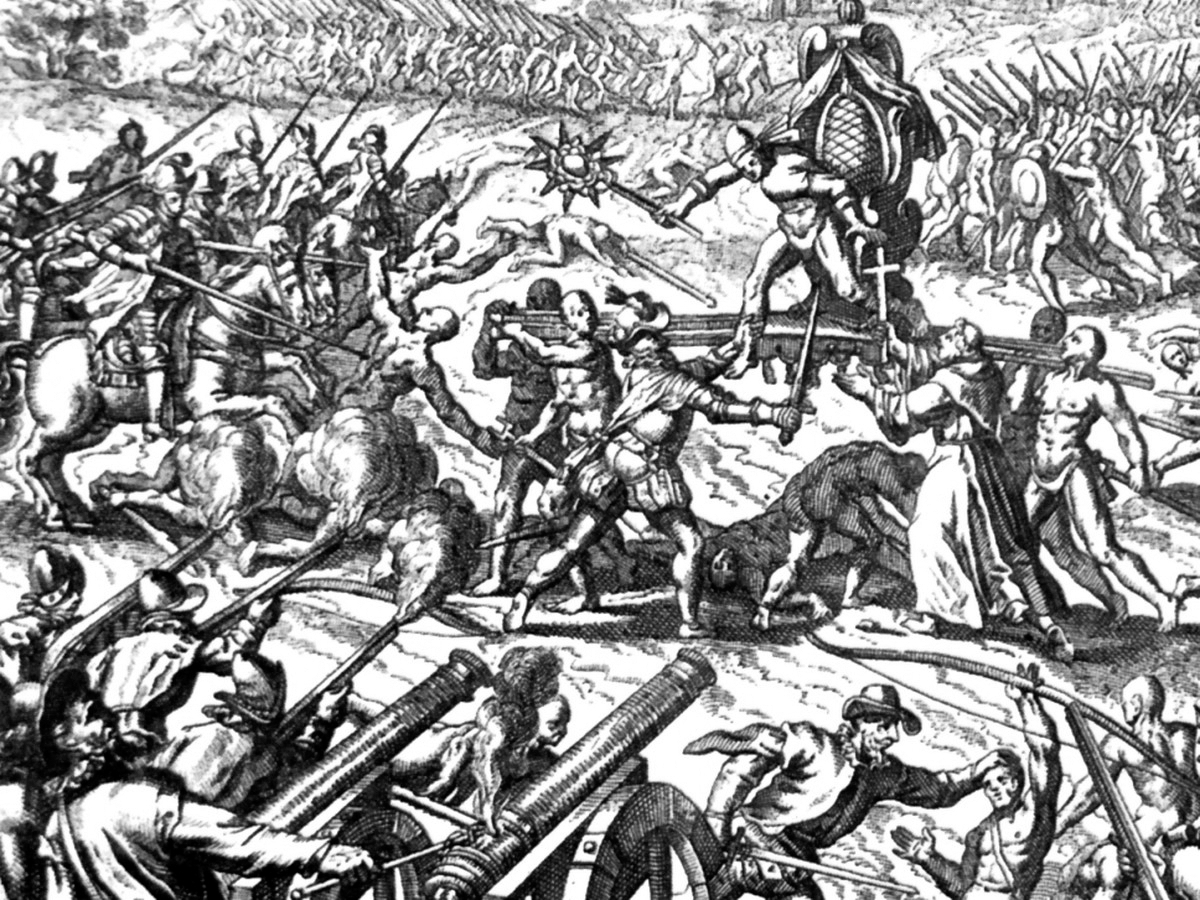
Il confronto inca-spagnolo a Cajamarca causò migliaia di morti tra gli indiani

Migliaia di nativi morirono in piazza tentando di difendersi senza armi, e molti altri perirono tentando di fuggire, colpiti dall'artiglieria. Poi Pizarro andò a cercare lo stesso Atahualpa, circondato dai suoi fedeli nobili che, alla fine, furono anch'essi catturati dagli spagnoli. Molti nobili furono uccisi per aver commesso crimini ed aver protetto il loro imperatore.
Fu in questo periodo che Atahualpa ordinò l'esecuzione del fratello, Huáscar, che credeva un ostacolo nel suo tentativo di regnare su tutto l'impero. Atahualpa diede l'ordine pensando che gli spagnoli se ne sarebbero andati presto, lasciandolo ancora a capo del regno.
Pizarro decise di incriminare Atahualpa per 12 crimini, i più gravi dei quali erano il tentativo di rivolta contro gli spagnoli, la pratica dell'idolatria e l'assassinio di Huascar, il proprio fratello. Atahualpa fu riconosciuto colpevole di tutte e 12 le accuse, e fu condannato a morte tramite il rogo. Atahualpa, compresa l'avarizia degli spagnoli, offrì a Pizarro di comprare la propria libertà riempiendo d'oro la sala in cui era stato tenuto prigioniero, e d'argento le due sale contigue, fino a dove arrivava col braccio. Dopo essere stato portato sul luogo dell'esecuzione, Atahualpa implorò di aver salva la vita. Fra' Vicente de Valverde, che in precedenza gli aveva offerto la Bibbia, disse ad Atahualpa che se si fosse convertito al Cristianesimo avrebbe convinto gli altri a modificare la sentenza. Atahualpa accettò di ricevere il battesimo e, alla fine, fu strangolato invece che essere arso, oppure strangolato prima di essere bruciato il 26 luglio 1533.
Dopo l'esecuzione di Atahualpa il "Tahuantinsuyo" (impero inca) viene considerato finito, dando il via alla conquista spagnola del Perù. 
Nel 2004 circa 60 000 turisti hanno visitato la sala del riscatto.